# Francesco Coco
Francesco Coco (8. leden 1977, Paternò, Itálie) je bývalý fotbalový obránce který začínal hrát za AC Milán. Největší úspěch v klubové kariéře bylo vítězství v lize (1995/96 a 1998/99) a v Italském poháru 2004/05. Kariéru ukončil již v roce 2007 po sérii zranění.

## Přestupy
- - z Milán do Vicenza za 750 000 Euro (hostování)
  - z Milán do Turin za 500 000 Euro (hostování)
  - z Milán do Barcelona za 1 000 000 Euro (hostování)
  - z Milán do Inter za 22 500 000 Euro
  - z Inter do Livorno za 300 000 Euro (hostování)
  - z Inter do Turín za 450 000 Euro (hostování)

## Hráčská statistika
| Sezóna  | Klub      | Liga             | Liga   | Liga | Ligové poháry | Ligové poháry | Ligové poháry | Kontinentální poháry | Kontinentální poháry | Kontinentální poháry | Celkem | Celkem |
| Sezóna  | Klub      | Soutěž           | Zápasy | Góly | Soutěž        | Zápasy        | Góly          | Soutěž               | Zápasy               | Góly                 | Zápasy | Góly   |
| ------- | --------- | ---------------- | ------ | ---- | ------------- | ------------- | ------------- | -------------------- | -------------------- | -------------------- | ------ | ------ |
| 1995/96 | Milán     | Serie A          | 5      | 0    | IP            | 4             | 1             | UEFA                 | 1                    | 0                    | 10     | 1      |
| 1996/97 | Milán     | Serie A          | 14     | 0    | IP+IS         | 3+0           | 0             | LM                   | 1                    | 0                    | 18     | 0      |
| 1997/98 | Vicenza   | Serie A          | 20     | 0    | IP+IS         | 2+1           | 0             | PVP                  | 4                    | 0                    | 27     | 0      |
| 1998/99 | Milán     | Serie A          | 6      | 0    | IP            | 0             | 0             | -                    | 0                    | 0                    | 6      | 0      |
| 1999/00 | Turín     | Serie A          | 21     | 0    | IP            | 1             | 0             | -                    | 0                    | 0                    | 22     | 0      |
| 2000/01 | Milán     | Serie A          | 30     | 2    | IP            | 3             | 0             | LM                   | 11                   | 2                    | 44     | 4      |
| 2001    | Milán     | Serie A          | 1      | 0    | -             | 0             | 0             | -                    | 0                    | 0                    | 1      | 0      |
| 2001/02 | Barcelona | Primera División | 23     | 0    | ŠP            | 0             | 0             | LM                   | 10                   | 0                    | 33     | 0      |
| 2002/03 | Inter     | Serie A          | 20     | 0    | IP            | 0             | 0             | LM                   | 11                   | 0                    | 31     | 0      |
| 2003/04 | Inter     | Serie A          | 3      | 0    | IP            | 0             | 0             | LM                   | 1                    | 0                    | 4      | 0      |
| 2004/05 | Inter     | Serie A          | 3      | 0    | IP            | 3             | 0             | LM                   | 0                    | 0                    | 6      | 0      |
| 2005/06 | Livorno   | Serie A          | 28     | 0    | IP            | 0             | 0             | -                    | 0                    | 0                    | 28     | 0      |
| 2006/07 | Inter     | Serie A          | 0      | 0    | IP+IS         | 0+0           | 0             | LM                   | 0                    | 0                    | 0      | 0      |
| 2007    | Turín     | Serie A          | 3      | 0    | -             | 0             | 0             | -                    | 0                    | 0                    | 3      | 0      |
| Celkově | Celkově   | Celkově          | 177    | 2    | -             | 17            | 1             | -                    | 39                   | 2                    | 233    | 5      |

## Reprezentační kariéra
Za reprezentaci odehrál 17 utkání. První utkání odehrál po úspěšném zlatém turnaji na ME U21 2000 7. října 2000 proti Rumunsku (3:0). Poté odcestoval i na MS 2002, kde odehrál dva zápasy. Pak již dostal pozvánku do reprezentace jen ke dvou utkání. Tím posledním bylo proti Ázerbájdžánu (2:0), 7. září 2002.

### Statistika na velkých turnajích
| Reprezentace | Rok     | Zápasy             | Zápasy | Zápasy      | Zápasy           | Zápasy           | Zápasy         |
| Reprezentace | Rok     | Fáze turnaje       | Datum  | Soupeř      | Odehraných minut | Vstřelené branky | Výsledek       |
| ------------ | ------- | ------------------ | ------ | ----------- | ---------------- | ---------------- | -------------- |
| Itálie       | MS 2002 | 3 zápas ve skupině | 13. 6. | Mexiko      | 27               | 0                | 1:1            |
| Itálie       | MS 2002 | Osmifinále         | 18. 6. | Jižní Korea | 120              | 0                | 1:2 v (prodl.) |

## Úspěchy

### Klubové
- 2× vítěz italské ligy (1995/96, 1998/99)
- 1× vítěz italského poháru (2004/05)

### Reprezentační
- 1× na MS (2002)
- 1× na ME 21 (2000 – zlato)